# District de Karatobe
Le district de Karatobe (en kazakh : Қаратөбе ауданы) est un district de l'oblys du Kazakhstan-Occidental au Kazakhstan.

## Géographie
Le centre administratif du district est Karatobe.

## Démographie
En  2013, le district a une population estimée à 16 281 habitants.